# Planta Livre

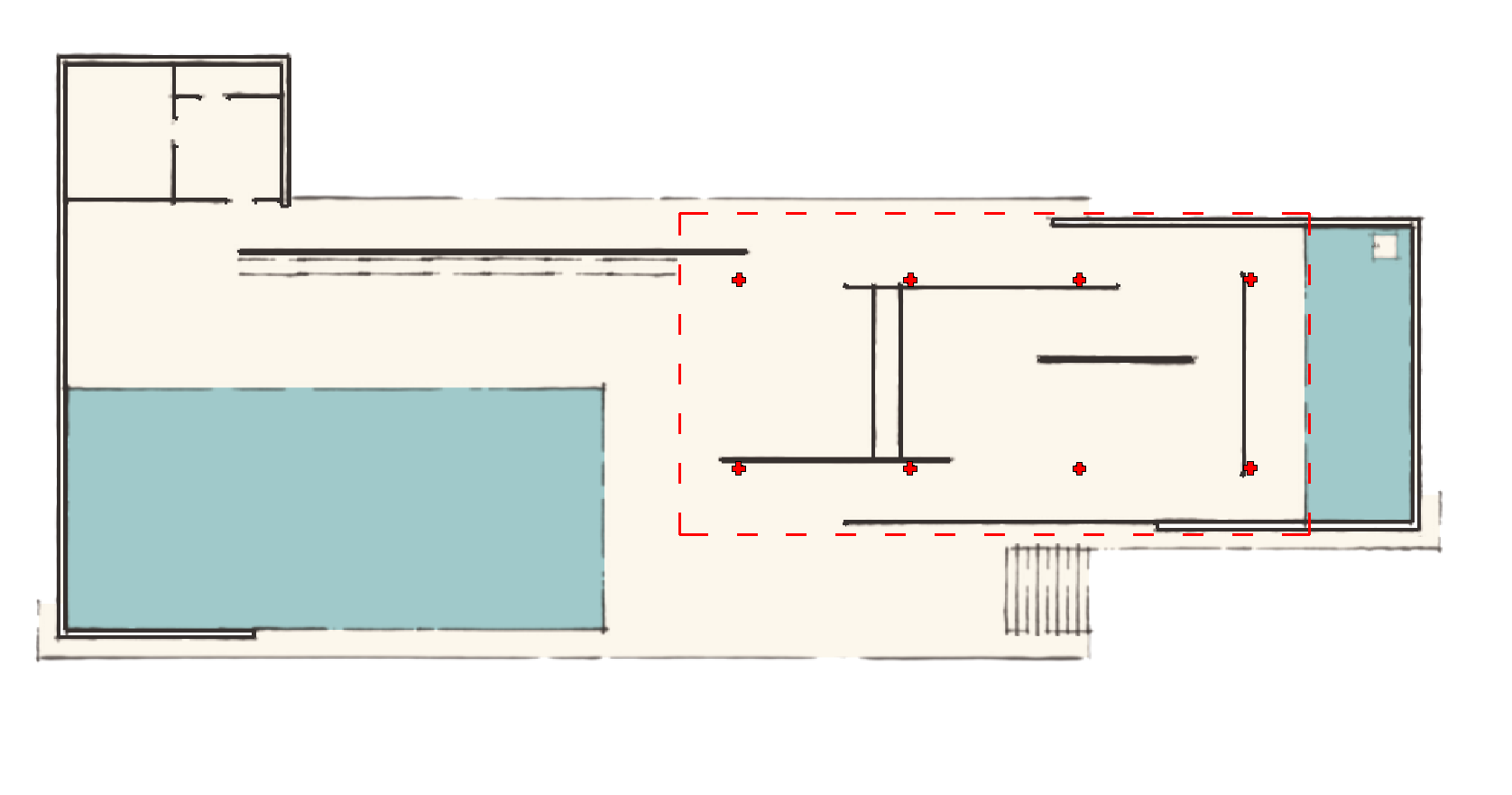
Planta livre do edifício "pavilhão alemão para a Feira Mundial de 1929"

A Planta Livre é um dos conceito dos Cinco pontos de Le Corbusier da arquitetura moderna que através de uma estrutura independente permite a livre locação das paredes, já que estas não mais precisam exercer a função estrutural.
Diz-se do projeto de construção civil em que as paredes não são utilizadas como estrutura ou pilares de sustentação, podendo, a qualquer momento, ser derrubada e construída em outros lugares sem prejuízo para a estrutura da construção.
Para que isso ocorra a estrutura da construção é formada por vigas e pilares sendo estes a sustentação vertical.
Um sistema construtivo pode, no entanto, ser uma planta livre sem que seja, necessariamente, por meio de pilares e vigas. A exemplo, temos a construção com a estrutura em tenda, como um circo. Abaixo da tenda podem ser edificadas paredes conforme o gosto, sem, no entanto, causar interferência na estrutura.
Então, planta livre é aquela que você delimita os espaços de forma independente da estrutura.